# لوسین رباته
لوسین رباته (به فرانسوی: Lucien Rebatet) نویسنده، روزنامه‌نگار و ناقد موسیقی فرانسوی است.